# Vallekilde
Vallekilde var en landsby i Vallekilde Sogn i Odsherred, men er nu vokset sammen med nabobyen Hørve. Vallekilde hører til Odsherred Kommune og ligger i Region Sjælland. Vallekilde hører til Vallekilde Sogn.

## Faciliteter
Vallekilde-Hørve Friskole ligger i Hørve Sogn tæt på grænsen til Vallekilde Sogn. Den har 180 elever, fordelt på 0.–9. klassetrin, og 28 ansatte. Der er SFO med ca. 65 børn og skovbørnehave med ca. 47 børn. Skolen drives i egnens gamle forsamlingshus ”Baunen” fra 1906.

## Historie
I 1898 beskrives Vallekilde således: "Vallekilde (gml. Form Walekeldæ, Walekyældæ) med Kirke, Præstegd., Skole, Folkehøjskole...og Valgmenighedskirken „Korskirken“, beliggende paa Folkehøjskolens Grund;"
Vallekilde Kirke ligger i den ældste del af landsbyen. Valgmenighedskirken blev indviet 8. oktober 1882. Den ligger lidt længere mod øst i den yngre del af landsbyen, som opstod omkring Vallekilde Højskole. Højskolen blev grundlagt af Ernst Trier i 1865. En af dens lærere, Andreas Bentsen, var også tømrer- og murermester og opførte 6 valgmenighedskirker rundt omkring i landet, bl.a. Korskirken. Valgmenigheden har nu ca. 600 medlemmer, de fleste fra Nordvestsjælland.
Andreas Bentsen byggede også 21 "øvelseshuse" (gymnastiksale) til skytte- og gymnastikforeningerne, og hans hovedværk er utvivlsomt det fredede øvelseshus, som han sammen med Martin Nyrop opførte på Vallekilde Højskole. Det blev indviet 25. februar 1884 med den første danske opvisning i "svenskegymnastik" (det Lingske system), der fik meget stor betydning for den folkelige gymnastik i Danmark. Også den oprindelige højskolebygning fra 1865, samt væve- og sløjdskolen er fredede.

## Den hvide kalv i lokal folketro
Det forlød, at der for længe siden havde boet en gammel præst i Vallekilde. Da et spøgelse dukkede op på præstegården i skikkelse af en kalv, bad præsten sin karl om at slå et reb om kalven og trække den hen til en dam ved gården. Bagefter kom præsten med sine hellige bøger under armen. Fremme ved kæret begyndte præsten at læse fra bøgerne, og kalven sank til bunds. Ifølge sagnet kommer kalven op igen om tusinde år ved en sten, som det altid flyder en sort væske fra. Fordi præsten manede djævelen ned i kæret, blev stedet kaldt Manemose. 
I en anden version var det Oluf Pedersen Schytte, præst i Vallekilde til sin død i 1759, som gik igen i skikkelse af en hvid kalv.  Først i 1773 kom præsten Jens Bech (død 1806), der skulle være blevet magister i "den sorte skole", og derfor mentes at kunne mane spøgelser i jorden. Både provst Bech og karlen Jørgen var i live, da denne version af sagnet blev nedskrevet. Jørgen trak kalven ned i engen, og provst Bech fulgte efter med tre bøger under armen. Han bad Jørgen om at gå hjem; selv havde han kun én bog med under armen, da han kom tilbage, og det var Bibelen. Senere spøgte det aldrig mere i Vallekilde præstegård; men stedet kaldes i dette sagn for Mariemose. Fra gamle kort kendes dog stavemåderne Mannemose og Manemose. 